# SmartMedia

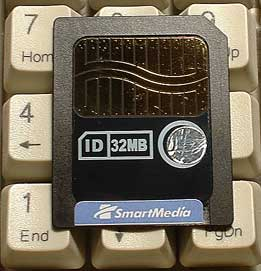
Cartão SmartMedia de 32MB (sob um teclado para comparação)

SmartMedia é um padrão de cartão de memória flash criado pela Toshiba. Lançado no verão de 1995 para competir com os padrões MiniCard, CompactFlash e PC Card. O nome original do padrão era em inglês Solid State Floppy Disk Card (SSFDC) e foi anunciado como um sucessor para os disquetes. Está atualmente em desuso.

## Cartão SmartMedia
Um cartão de memória SmartMedia consiste de um chip EEPROM NAND embutindo em um fino cartão plástico (alguns cartões de alta capacidade contém múltiplos chips interconectados). Foi um dos menores e mais finos (0,76 mm) cartões de memória, e possuía uma boa relação custo/benefício comparado aos concorrentes. Não possuía um controlador interno, o que manteve seu custo baixo, mas por outro lado causou problemas, já que dispositivos antigos necessitavam ser atualizados para utilizar cartões de alta capacidade. 
Existem basicamente dois tipos de cartões, 5 V e 3,3 V (às vezes marcado como 3 V), de acordo com a voltagem utilizada. Os cartões são fisicamente idênticos, a não ser pela marcação inversa do corte diagonal superior.
O uso típico de um cartão SmartMedia é o de armazenamento de dados para um dispositivo portátil, de forma que possa ser facilmente removido para ser utilizado em um computador pessoal. Por exemplo, fotos tiradas em uma câmera digital podem ser armazenadas em um cartão como arquivos (ficheiros) de imagem. O usuário pode então copiar as fotos para seu computador utilizando um leitor SmartMedia (normalmente um dispositivo ligado a alguma porta serial, USB por exemplo. Alguns computadores e notebooks vêm com esses leitores). Apesar dos dispositivos de leitura exclusivos para SmartMedia terem caído em desuso, leitores multiformatos continuam a incluir o formato. Devido a popularidade destes leitores, a base instalada compatível com cartões SmartMedia continua a crescer.
A popularidade do SmartMedia atingiu seu auge por volta do ano de 2001 quando alcançou cerca de metade do mercado de câmeras digitais, era apoiado especialmente por Fujifilm e Olympus, mas já naquela época começava a apresentar problemas. Cartões com capacidade superiores a 128MB não estavam disponíveis e a miniaturização das câmeras digitais já atingia medidas nas quais até as dimensões do SmartMedia se tornavam inconvenientes. Outro duro golpe aconteceu quando a Olympus passou a utilizar cartões Secure Digital, pouco tempo depois Olympus e Fujifilm apresentaram o padrão xD-Picture Card, deixando o SmartMedia sem seus principais apoiadores.
Cartões com capacidade superior a 128 MB acabaram não sendo lançados, e alguns aparelhos não são compatíveis com cartões maiores que 32 MB, contribuindo para o fim do padrão. No entanto, existiram rumores a respeito de modelos com 256 MB, com especificações técnicas publicadas oficialmente. O formato já tinha caído em desuso quando outros dispositivos como palmtops e tocadores portáteis de MP3 passaram a utilizar cartões de memória (dos padrões concorrentes).

## Adaptadores
Existem adaptadores para se utilizar cartões xD-Picture em aparelhos e leitores SmartMedia. No entanto, o adaptador ocupa um espaço maior que um cartão convencional (deixando parte do adaptador para fora do aparelho em alguns casos), além disso existe uma limitação quanto a capacidade do cartão xD a ser utilizado (normalmente 128 MB ou 256 MB) e o dispositivo está sujeito as mesmas restrições do leitor SmartMedia.
Uma das vantagens do padrão sobre os concorrentes é a possibilidade de se usar um cartão SmartMedia de qualquer capacidade em um leitor de disquete 3,5" com um adaptador FlashPath.

## Especificações
- Peso: 2 g
- Dimensões: 45.0 × 37.0 × 0.76 mm

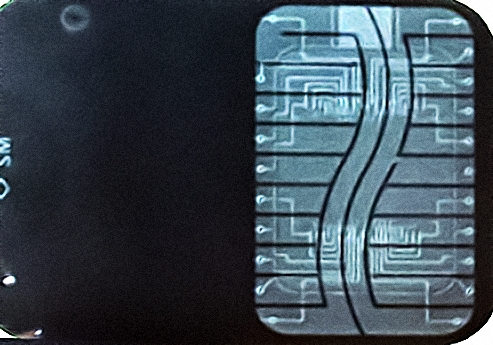
Radiografia de um cartão SmartMedia

- Capacidades: 2, 4, 8, 16, 32, 64, 128 MB
- Utiliza chips de memória flash NAND de 16-Mbit, 32-Mbit e 64-Mbit
- Terminal de eletrodos planos com 22 pinos
- Interface de entrada/saída de 8-bit (16-bit em alguns casos)
- Taxa de transferência de dados: 2MB/s
- 1.000.000 de ciclos de leitura/escrita
- Armazenamento por dez anos sem eletricidade
- Adesivo metálico para proteção de escrita
- Compatível com PCMCIA com um adaptador
- Compatível com CompactFlash Type II com um adaptador
- Compatível leitores de disquete 3,5" usando um adaptador FlashPath